# تاکوتو هایاشی
تاکوتو هایاشی (انگلیسی: Takuto Hayashi؛ زادهٔ ۹ اوت ۱۹۸۲) بازیکن فوتبال اهل ژاپن است.
از باشگاه‌هایی که در آن بازی کرده‌است می‌توان به باشگاه فوتبال سانفریس هیروشیما، باشگاه فوتبال کونسادول ساپورو، و باشگاه فوتبال سانفریس هیروشیما اشاره کرد.